# Reprezentacja Czech w rugby union mężczyzn
Reprezentacja Czech w rugby union mężczyzn – zespół rugby union, biorący udział w imieniu Czech w meczach i sportowych imprezach międzynarodowych, powoływany przez selekcjonera, w którym mogą występować wyłącznie zawodnicy posiadający obywatelstwo tego kraju, mieszkający w nim, bądź kwalifikujący się ze względu na pochodzenie rodziców lub dziadków. Za jego funkcjonowanie odpowiedzialna jest Česká rugbyová unie, członek Rugby Europe oraz IRB.

## Udział wPucharze Świata
- 1987 - 1991 - Nie brała udziału, była częścią Czechosłowacji
- 1995 – 2015 – Nie zakwalifikowała się

## Aktualna kadra zawodnicza
| - Pierwszy skład: - Tomáš Krejčí (Dragon Brno) - Martin Jágr, capitan (Toulon, Francja) - Martin Pekárek (RC Říčany) - Jan Kolář (Slavia Praga) - Michal Schlanger (RC Říčany) - Milan Jirman (Slavia Praga) - Pavel Syrový (RC Praga) |  | - - Jiří Buryánek (Dragon Brno) - Jan Macháček (Slavia Praga) - Ondřej Kutil (US Oyonnax, Francja) - Robert Voves (Narbonne, Francja) - Tomáš Holovský (St. Raphael, Francja) - Lukáš Rapant (US Oyonnax, Francja) - Jiří Skall (Sparta Praga) - Roman Šuster (RC Rouen, Francja) |

Rezerwowi: Jan Benda (Sparta Praga), Martin Wognitsch (Oyonnax, Francja), Tomáš Veniger (Tatra Smíchov), Josef Bláha (Říčany), Petr Okleštěk (Auxerre, Francja), Jan Rudolf (Tatra Smíchov), Roman Kodera (RC Říčany)